# Hamad ibn Isa al-Khalifah
Hamad ibn Isa al-Khalifah حمد بن عيسى آل خليفة, född 28 januari 1950 i Riffa, är kung över Bahrain sedan 14 februari 2002 och sedan 6 mars 1999 dess statsöverhuvud (1999–2002 med titeln emir).

## Biografi
Kung Hamad är äldste son till sin företrädare emir Isa bin Salman al-Khalifa och blev kronprins vid 14 års ålder, den 27 juni 1964. 
Hamad skrevs in i grundskolan vid sex års ålder, och slutade 1964. I barndomen var hans far angelägen om att lära Hamad det arabiska språket, och tyckte då att det bästa sättet var att lära sig språket genom att recitera Koranen.
Kung Hamad gick ofta militära utbildningar, och han har studerat vid Cambridge University och Royal Military Academy Sandhurst, och kvalificerade sig 1978 som helikopterpilot.
Efter att ha avslutat sina militäriska studier i USA kom han hem till Bahrain 1968 och utnämndes   till överbefälhavare av den bahrainska armén. Två år efter, 1970 utnämndes han till att bli medlem i statsrådet och utnämndes samma år till generaldirektör för försvarsmakten. År 1971 valdes han till försvarsminister.
Den 6 mars 1999 dog Hamads far, Isa bin Salman al-Khalifa. Samma dag hölls ett möte i Bahrain där man sörjde den tidigare emiren och överförde makten till kronprins Hamad. Tre dagar efter faderns död utnämnde kungen sin förstfödde son till kronprins.
Efter folkomröstningen 2001, där det valdes att Bahrain skulle bli ett kungarike och ett land med monarki, utnämnde Hamad sig till kung.
Sedan han övertog tronen har han moderniserat landet, som han betecknar som en konstitutionell monarki, genom att ge kvinnor rösträtt och genom att tillåta parlamentsval för första gången sedan 1975.
Bland hans intressen märks falkjakt, golf, fiske, tennis och fotboll. Han har ett ansett stall med arabiska fullblod.